# Il dottor Futuro
Il dottor Futuro (Dr. Futurity) è un romanzo di fantascienza scritto nel 1960 da Philip K. Dick. Deriva dal racconto breve Time Pawn, pubblicato nel 1954 sulla rivista statunitense Thrilling Wonder Stories.

## Trama
Un medico del XXI secolo, Jim Parsons, viene rapito grazie a una macchina del tempo e trasportato nel 2405 non si sa bene da chi. Qui si trova a prestare le proprie cure a una giovane donna gravemente ferita, ma lo fa in un futuro dove il numero della popolazione è fisso, si può avere una nascita solo se qualcuno passa a miglior vita, e le cure mediche sono illegali. Inoltre, chi domina il mondo non sono i bianchi ma i neri e i nativi americani (o indiani che dir si voglia), perché i bianchi sono stati sterminati in una guerra mondiale.
Parsons insomma s'è messo nei guai, viene arrestato ed esiliato su Marte, anche e soprattutto perché non è sterilizzato. Mentre lo portano sul pianeta rosso l'astronave viene dirottata e il medico riportato sulla Terra, a curare un capo tribale irochese, Corith, ucciso da una freccia. L'avanzata scienza medica del 2012 (anno da cui proviene Parsons) permette al medico di resuscitare il capo morto, ma appena ultimato l'intervento chirurgico, la freccia riappare.
A questo punto il disorientato Parsons (e insieme a lui i lettori) ha diritto a una spiegazione: Corith è stato assassinato nel passato, un passato piuttosto remoto: si era recato nel XVI secolo con lo scopo di eliminare il navigatore, esploratore e corsaro inglese sir Francis Drake. L'idea alla base della missione è che la morte di Drake avrebbe impedito la colonizzazione europea del Nuovo Mondo, il genocidio degli indiani d'America, la deportazione degli schiavi dall'Africa, ecc. Ma qualcuno lo ha ucciso prima che potesse portare a compimento la sua missione.
A questo punto Parsons e i membri del clan di Corith decidono di tornare indietro nel tempo e assistere all'uccisione del capo indiano per capirci qualcosa. Il medico scopre così che Drake altri non è che Stenog, uno dei capi del futuro governo nero-rosso. Evidentemente è in corso un elaborato complotto che si snoda nel tempo e nello spazio, discretamente intricato. Tenta di informare Corith, ma nel tentativo si trova con suo sommo sconforto ad essere responsabile dell'uccisione del capo indiano.

## Influenza culturale
Da questo romanzo Sergio Fanucci ha preso il titolo del suo programma televisivo sulla fantascienza ospitato da TMC/LA7.

## Edizioni
- Philip K. Dick, Dr. Futurity, 1960.
- Philip K. Dick, Il dottor Futuro, collana Galassia n° 30, Casa Editrice La Tribuna, 1963.
- Philip K. Dick, Il dottor Futuro, collana Urania Classici n° 229, Arnoldo Mondadori Editore, 1996.